# Keo (Arkansas)
Keo – miasto w Stanach Zjednoczonych, w stanie Arkansas, w hrabstwie Lonoke.